# Sodenkam
La Sodenkam est une entreprise de paraétatique camerounaise de gestion des installations des agriculteurs dans Nkondjock, lors de l'opération Yabassi Bafang.

## Description
La Sodenkam est créée par décret no 70/0F/524 du 27 octobre 1970. Mais elle est gérée selon la loi 68/LF/69 du 11 juin 1968 portant création des sociétés de développement. Elle doit poursuivre et prolonger le rôle de la Scet-coop, c'est-à-dire la mise en valeur des terres de la région de Nkondjock. Ceci doit se faire par le recrutement, l’installation et l'encadrement des immigrants. Ainsi les pionniers, dès leur arrivée, bénéficient de nombreux avantages dans divers domaines : sur le plan alimentaire, le pionnier reçoit une prime alimentaire attribuée par le Programme alimentaire mondial, en attendant que sa plantation produise. Cette prime s’échelonne sur trois ans et comprend mensuellement 5,6 kg de riz, 600 g de sucre, 6 kg de lait et de boîtes de conserve carnée « corned-beef ». Il faut ajouter à cette prime d'encouragement une somme de 3 000 francs CFA versée mensuellement dès la première année, et qui se réduit à 15 000 francs CFA dès la troisième année. La Sodenkam leur procure également le petit matériel agricole (machette, houe, daba, trident, pioche, pulvérisateur, etc.). Le pionnier est exempt du paiement de l’impôt pendant cinq ans à partir de la date de l’installation.
Pendant la seconde phase, commencée en 1970, la gestion est assurée par la Sodenkam et le financement supporté entièrement par le Cameroun.
Les terres distribuées aux colons font partie du patrimoine national. Par le décret loi no 63-2 du 9 janvier 1963 fixant le régime foncier et domaniale, ce patrimoine est constitué de toutes les terres qui ne sont propriétés ni des individus, ni des collectivités. Dès lors, ces terres sont gérées par l’État qui les distribue aux citoyens désireux et capables de les mettre en valeur. Ainsi le pionnier de la région de Nkondjock reçoit un lot de 1 000 m2 dans le village pour son habitat et des champs de 6 à 8 hectares.

### Articles annexes
- Nkondjock